# Neuf-Berquin
Neuf-Berquin – miejscowość i gmina we Francji, w regionie Hauts-de-France, w departamencie Nord.
Według danych na rok 1990 gminę zamieszkiwało 1085 osób, a gęstość zaludnienia wynosiła 170 osób/km² (wśród 1549 gmin regionu Nord-Pas-de-Calais Neuf-Berquin plasuje się na 535. miejscu pod względem liczby ludności, natomiast pod względem powierzchni na miejscu 562.).